# Angelo Varetto
Angelo Varetto (né le 10 octobre 1910 à Turin et mort le 8 octobre 2001 à Milan) est un coureur cycliste italien des années 1930.

## Biographie
Professionnel de 1934 à 1938, il a remporté l'édition 1936 de Milan-San Remo à la surprise générale, après s'être échappé dès le départ de l'épreuve en compagnie d'une dizaine de coureurs.

## Palmarès
- 1934
  - 3e d'Asti-Ceriale
- 1935
  - Asti-Ceriale
- 1936
  - Milan-San Remo

## Résultats sur le Tour d'Italie
2 participations
- 1936 : abandon (8e étape)
- 1938 : abandon